# 웨버 막대
웨버 막대는 메릴랜드 대학의 물리학자 조제프 웨버가 중력파 감지를 위하여 최초로 고안하여 만든 장치이다. 이 장치는 길이 2m, 지름 1m의 알루미늄 실린더 구조의 중력파를 감지하기 위한 안테나로 구성되어 있다.

## 역사
1968년경에 웨버는 중력파에 관한 이론적 현상의 "좋은 증거" 라고 결론지은 데이터를 수집한 적이 있다. 하지만 그의 실험을 여러번 반복하여도 중력파 검출의 결과는 없었다.
조제프 웨버가 수행한 그러한 실험은 매우 논란이 많았는데, 이 장치에 의한 그의 긍정적인 실험 결과, 특히 1987년 SN1987A로부터 중력파를 감지했다는 그의 주장은 널리 신빙성이 배척되었다. 이 연구에 대한 비판은 웨버의 데이터 분석과 어느 정도의 막대 진동이 통과하는 중력파를 나타내는지에 대한  그의 불완전한 정의에 초점이 맞추어졌다.
웨버에 의한 최초의 "중력파 안테나"는 1979년 3월부터 1980년 3월까지 "아인슈타인 : 100주년 기념 전시"의 일부로 스미스소니언 협회에 전시되었고, 두 번째의 것은 LIGO 핸포드 관측소에 전시되어 있다.

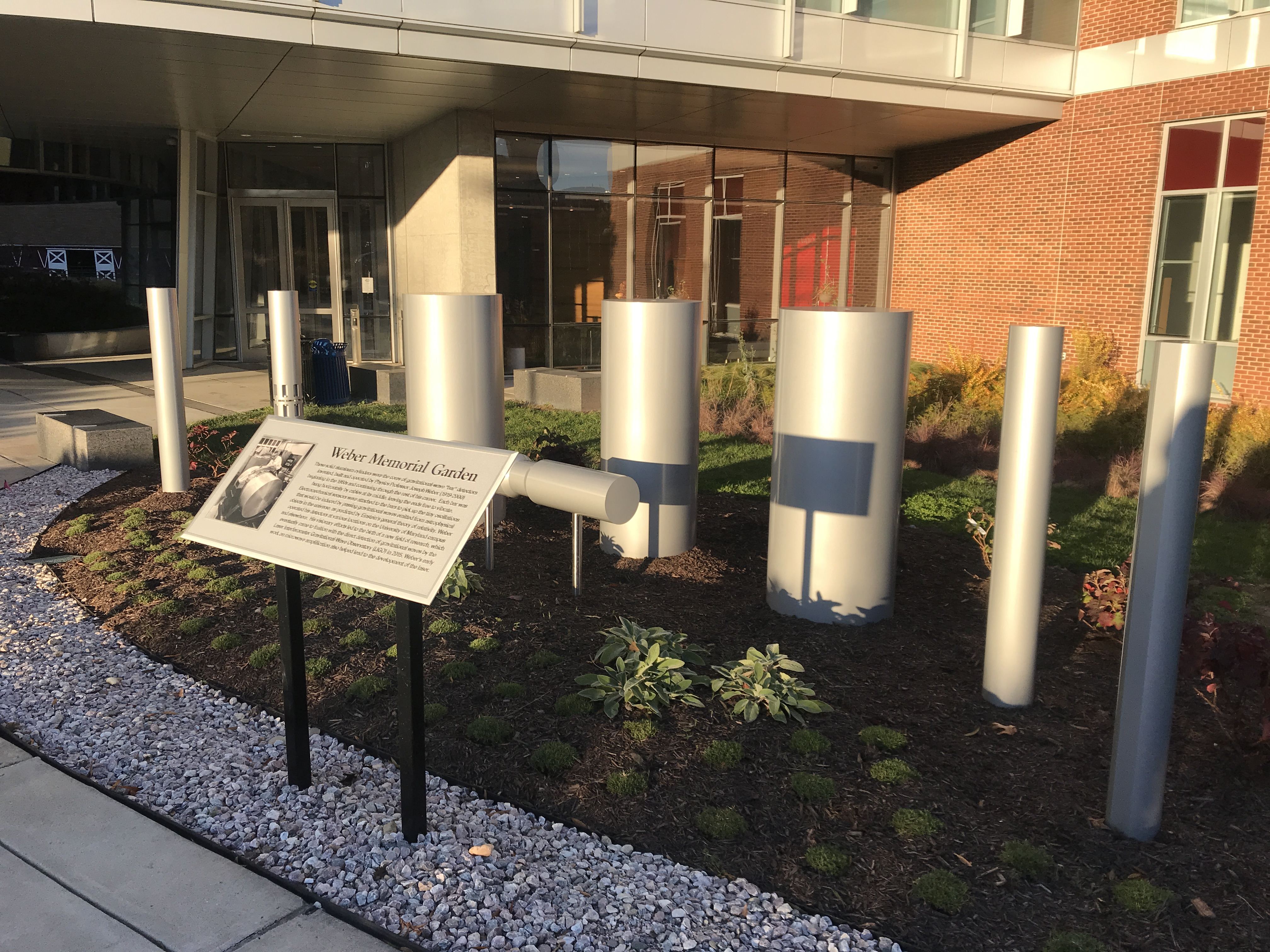
메릴랜드 대학의 웨버 기념 정원.

웨버 기념 정원은 웨버가 교수로 있던 메릴랜드 대학교에서 2019년에 헌정되었다. 이 정원에는 웨버의 막대 탐지기 코어 중 8개가 있다.

## 작동 원리
이 거대한 알루미늄 실린더는 1660 헤르츠의 공진 주파수에서 진동하며 웨버가 예측한 중력파에 의해 움직이도록 설계되었다. 이 파동은 매우 약해야 했기 때문에 실린더는 거대해야 했고 압전 센서는 실린더 길이의 변화를 약 10-16 미터까지 감지할 수 있을 정도로 매우 민감해야 했다.

## 추가 자료
- Gretz, Darrell J. (2018), “Early History of Gravitational Wave Astronomy: The Weber Bar Antenna Development”, 《History of Physics Newsletter》 13 (6): 1–16
- Weber, J. (1967), “Gravitational radiation”, 《Physical Review Letters》 18 (13): 498–501, Bibcode:1967PhRvL..18..498W, doi:10.1103/PhysRevLett.18.498
- Weber, J. (1968), “Gravitational-wave-detector events”, 《Physical Review Letters》 20 (23): 1307–1308, Bibcode:1968PhRvL..20.1307W, doi:10.1103/PhysRevLett.20.1307
- Weber, J. (1969), “Evidence for discovery of gravitational radiation”, 《Physical Review Letters》 22 (24): 1320–1324, Bibcode:1969PhRvL..22.1320W, doi:10.1103/PhysRevLett.22.1320
- Weber, Joseph. How I discovered Gravitational Waves, Popular Science, Bonnier Corporation, May 1972, Vol. 200, No. 5, pp. 106–107 & 190–192, ISSN 0161-7370.